# Josef Harpe

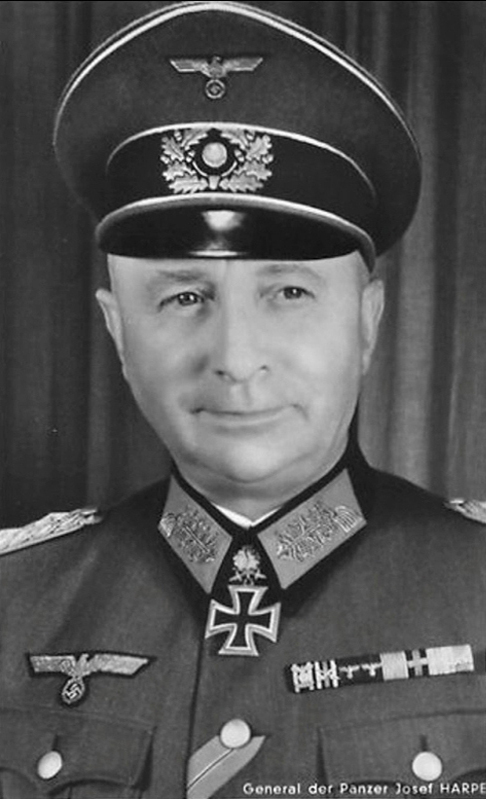
Josef Harpe, Propagandapostkarte von Heinrich Hoffmann (1943)

Josef Harpe (* 21. September 1887 in Buer; † 14. März 1968 in Nürnberg) war ein deutscher Heeresoffizier, zuletzt Generaloberst im Zweiten Weltkrieg sowie Kommandeur von Großverbänden des Heeres auf verschiedenen Kriegsschauplätzen.

## Leben

### Kaiserreich und Erster Weltkrieg
Harpe trat am 28. September 1909 als Fahnenjunker in das Infanterie-Regiment „Vogel von Falckenstein“ (7. Westfälisches) Nr. 56 der Preußischen Armee in Wesel ein und avancierte am 20. März 1911 zum Leutnant. Als solcher wurde Harpe am 1. Oktober 1913 Adjutant des III. Bataillons, mit dem er zu Beginn des Ersten Weltkriegs an der Westfront eingesetzt wurde. Ab 15. November 1914 war er Führer der 5. Kompanie, vom 21. November 1914 bis zum Jahreswechsel stellvertretender Regimentsadjutant, anschließend wiederum Führer der 5. Kompanie, am 27. Januar 1915 abermals stellvertretenden Regimentsadjutant. Am 1. April 1915 wurde er Regimentsadjutant und am 18. April 1915 zum Oberleutnant befördert. Infolge einer Erkrankung am 20. August 1916 wurde Harpe in das Feldlazarett V des XVI. Armee-Korps verlegt und nach seiner Gesundung ab 15. September 1916 wieder in seine vorherige Position eingesetzt. Vom 15. bis 21. November 1917 kommandierte man ihn zur Nachrichtenschule der Heeresgruppe Herzog Albrecht von Württemberg. Im Anschluss daran übernahm er die 9. Kompanie und war ab 15. Dezember 1917 zeitgleich auch stellvertretender Führer des III. Bataillons. Zu Beginn des Jahres 1918 folgte bis zum 6. April 1918 verschiedene Kommandierungen. Zunächst zum Kleveschen Feldartillerie-Regiment Nr. 43, dann zum Generalkommando des XXXVIII. Reserve-Korps, abermals zum Feldartillerie-Regiment Nr. 43 und schließlich zum Stab der 14. Infanterie-Division, wo er am 18. April zum Hauptmann befördert wurde. Während der Schlacht bei Soissons und Reims wurde Harpe am 2. Juni 1918 verwundet und kam ins Lazarett. Am 19. Juni war er wieder dienstfähig und wurde dem Ersatz-Bataillon seines Stammregiments überwiesen. Fünf Tage später versetzte man Harpe als Zweiten Generalstabsoffizier in den Generalstab der 2. Marine-Division. Im Kriegsverlauf wurde er mit dem Eisernen Kreuz II. und I. Klasse sowie dem Verwundetenabzeichen in Schwarz ausgezeichnet.

### Weimarer Republik
Nach dem Krieg wurde Harpe am 20. Dezember 1918 in das Infanterie-Regiment Nr. 56 zurück versetzt und am 18. Januar 1919 Führer der 6. Kompanie. Als Generalstabsoffizier war er beim Generalkommando des VII. Armee-Korps und anschließend vom 1. Oktober 1919 bis 15. Mai 1920 im Stab der Reichswehr-Brigade 3. Bis zu seiner Kommandierung am 15. Februar 1928 in das Reichswehrministerium hatte er verschiedene Stellen innerhalb der Reichswehr. Von 1. April 1928 bis 30. April 1931 war Harpe Referent in der Inspektion der Verkehrstruppen sowie Adjutant von Generalmajor Otto von Stülpnagel. Als Major (seit 1. April 1931) wurde er dann Pro forma aus dem aktiven Dienst entlassen und war vom 1. Mai 1931 bis 1. Oktober 1933 unter dem Pseudonym Direktor Hacker Stationsleiter der geheimen deutschen Panzerschule Kama in der Sowjetunion.

### Zeit des Nationalsozialismus
Am 1. August 1934 wurde er zum Oberstleutnant befördert und am 15. Oktober 1935 Kommandeur des Panzer-Regiments 3. Mit Wirkung zum 1. Januar 1937 erfolgte seine Beförderung zum Oberst. Anschließend wurde er Kommandeur der Panzerbrigade 1.
Diese Brigade führte Harpe auch beim Überfall auf Polen. Am 1. März 1940 wurde er Kommandeur der Panzertruppenschule in Wünsdorf, am 30. August erfolgte die Ernennung zum Generalmajor. Von Oktober 1940 bis Januar 1941 befehligte er die 2. Infanterie-Division (mot.). Am 10. Januar 1941 wurde diese in die 12. Panzer-Division umgewandelt, welche Harpe während der Schlacht um Minsk und beim weiteren Vorstoß führte, wofür ihm am 13. August 1941 das Ritterkreuz des Eisernen Kreuzes verliehen wurde. Anfang November stieß er mit der Division bis nach Tichwin vor, was ihm am 31. Dezember das Eichenlaub zum Ritterkreuz (55. Verleihung) einbrachte.
Am 15. Januar 1942 zum Generalleutnant befördert, wurde er Kommandierender General des XXXXI. Panzerkorps, an dessen Spitze er bis zum 16. Oktober 1943 stand und für dessen Führung er am 15. November 1943 mit den Schwertern zum Ritterkreuz (36. Verleihung) dekoriert wurde. Bereits am 19. Februar 1943 war er mit dem Deutschen Kreuz in Gold ausgezeichnet worden. Am 1. Juni 1942 erfolgte seine Beförderung zum General der Panzertruppe. Am 4. November 1943 wurde er zum Oberbefehlshaber der 9. Armee ernannt.
Als Oberbefehlshaber der 9. Armee befahl Harpe beim Rückzug im März 1944 die Zwangsrekrutierung und Mitnahme der arbeitsfähigen Zivilisten und parallel dazu die Deportation derer arbeitsunfähiger Angehörigen, die sich nicht mehr selbst versorgen konnten. Sie kamen in das Todeslager Osaritschi südlich der belarussischen Stadt Bobruisk. Ziel der Aktion war es, in allen Korpsbereichen „Seuchenkranke, Krüppel, Greise und Frauen mit mehr als zwei Kindern unter zehn Jahren sowie sonstige Arbeitsunfähige“ loszuwerden. 9000 Zivilisten starben zwischen dem 12. und 19. März in diesem Lager. Die Gesamtzahl der Opfer geben belarussische Quellen mit 20.000 an.
Harpe wurde am 20. Mai 1944 zum Generaloberst befördert. Vom 1. Mai 1944 bis 28. Juni befehligte er die 4. Panzerarmee, ehe er die Führung über die Heeresgruppe Nordukraine übernahm, die er in den Rückzugskämpfen im Sommer 1944 (Lwiw-Sandomierz-Operation) an die Weichsel führte. Am 24. September erfolgte die Umbenennung in Heeresgruppe A. Nach dem russischen Durchbruch am Weichselbrückenkopf Baranow (Weichsel-Oder-Operation 12. Januar bis 3. Februar 1945) ließ Hitler Harpe am 17. Januar 1945 durch Generaloberst Ferdinand Schörner ablösen. Zuletzt kommandierte Harpe ab dem 9. März die 5. Panzerarmee, mit deren Resten er am 17. April 1945 im Ruhrkessel in US-amerikanische Kriegsgefangenschaft geriet. Aus dieser wurde er am 14. April 1948 entlassen. Über sein weiteres Leben ist nichts bekannt.